# Claude Marie Ferrier
Claude Marie Ferrier (Lione, 1811 – Parigi, 13 giugno 1889) è stato un fotografo francese e proprietario di un'azienda di fotografica stereoscopica.

## Biografia
Studiò pittura alla École des beaux-arts di Lione. Ben presto si interessò alla fotografia sperimentando il nuovo mezzo. Divenne noto per i suoi ritratti di personaggi famosi della società francese: politici, artisti e scrittori. Fotografò anche paesaggi e architetture, tra cui molte riproduzioni d'arte nei musei e nelle chiese, non tralasciando la bellezza delle città e della campagna francese. Il fotografo inglese Hugh Owen, assieme al suo omologo francese Ferrier, venne incaricato di realizzare un "servizio fotografico" alle mostre della prima Grande Esposizione di Londra del 1851, in cui venne, tra l'altro, utilizzato per la prima volta quel termine, e che mostrò al mondo le varie novità in ogni settore della vita civile e scientifica. Le fotografie note come Exhibition of the Works of Industry of All Nations, 1851: Reports by the Juries on the Subjects in the Thirty Classes into which the Exhibition was Divided, suddivise in 140 sezioni ed accompagnate da altrettante relazioni, furono mostrate alla regina Vittoria, ai vari capi di stato e alle varie autorità francesi e straniere. Il lavoro fu molto apprezzato, tanto da rimanere famoso ed essere conservato al British Museum.
Nel 1855, Ferrier prese parte all'Esposizione universale dei prodotti dell'agricoltura, dell'industria e delle belle arti di Parigi, dove espose le sue fotografie e dove erano presenti i fotografi pionieri dell'epoca. Per il suo lavoro gli venne attribuita una medaglia d'argento. Già a Londra nel 1851 l'inventore David Brewster presentò il visore stereoscopico, un piccolo attrezzo binoculare che consentiva di vedere immagini stereoscopiche permettendo l'illusione di una maggiore profondità di campo e quindi della tridimensionalità. Secondo alcune fonti, tale visore sarebbe stato fornito da Duboscq. Lo strumento ottenne un tale successo di pubblico che in tre mesi ne furono venduti 250 000. Del resto anche la regina Vittoria che visitò l’Esposizione ne restò affascinata tanto da commissionare altre immagini in "rilievo" al fotografo William England, in quel periodo piuttosto importante in Inghilterra. L'interesse della regina aumentò anche quello popolare per il nuovo mezzo: tra i primi ad intuire l'importanza e il guadagno che se ne poteva trarre dall'invenzione di Brewster vi fu Louis Jules Duboscq, a sua volta ottico ed inventore, che sposò una delle figlie dell'ottico Jean-Baptiste Soleil, di cui fu apprendista, che aprì per primo una azienda per la produzione di stereoscopie.
Nel 1852 Ferrier produsse delle stereoscopie su vetro da utilizzare per lo stereoscopio Brewster che migliorarono di molto la qualità, i toni e i dettagli rispetto alle stereoscopie su carta o su altro supporto. Per questo gli viene attribuito il primato. All'inizio egli avviò la collaborazione con Duboscq ma col tempo, anche per le difficoltà finanziarie di quest'ultimo, Ferrier preferì nel 1859 aprire una nuova azienda con Charles Soulier, pittore su vetro e fotografo. All'azienda si aggiunse in seguito il figlio Alexandre Ferrier. Secondo alcuni critici, quelle realizzate su vetro dalla ditta Ferrier Père & Fils & Soulier, furono "le migliori stereografie in vetro del mondo". Ferrier & Soulier vendettero la loro ditta a Moyse Leon e Isaac Levy, le cui famiglie la mantennero fino al secondo decennio del XX secolo.
Ferrier continuò a fotografare fino alla sua morte. Le sue immagini sono sparse in molti musei del mondo.